# 62년 폼페이 지진
62년 폼페이 지진은 서기 62년 2월 5일 메르칼리 진도 IX 또는 X에 해당하는 최대 진도와 규모 M5~6으로 추정되는 지진이 폼페이와 헤르쿨라네움을 강타하여 도시들이 심각하게 파괴된 사건이다. 이 지진은 같은 두 도시를 파괴한 서기 79년 베수비오산 분화의 전조로 추정된다. 동시대의 철학자이자 극작가인 루키우스 안나이우스 세네카는 그의 저서 자연학 탐구의 여섯 번째 책(《De Terrae Motu》 (지진에 관하여))에서 이 지진에 대한 기록을 남겼다.

## 지질학적 환경
지진의 진앙은 활성 인장 단층 지대에 있지만, 베수비오산의 남쪽 측면에 가깝다. 베수비오산 주변 지역의 발진기구 분석에 따르면, 이 지역의 활성 단층은 북서-남동 및 북동-남서 방향의 경사-미끄럼 정단층과 동-서 방향의 정단층을 포함하며 이는 아펜니노산맥 전체 길이에 걸쳐 확장되는 활성 확장대의 일부이며, 티레니아해의 지속적인 확장과 관련이 있다. 아펜니노산맥 중부의 지진과 베수비오산 분화 사이의 연관성이 제시되었지만 아직 입증되지는 않았다. 이 지진은 오랜 휴면기 이후 서기 79년 베수비오산 활동 재개의 전조였을 가능성이 높다.

## 날짜
이 지진의 연도에 대해서는 약간의 불확실성이 있다. 사건 직후 기록한 세네카는 지진이 가이우스 멤미우스 레굴루스와 루키우스 베르기니우스 루푸스의 집정관 재임 기간에 발생했다고 기술했는데, 이는 서기 63년을 시사한다. 약 40년 후에 기록한 타키투스는 지진이 푸블리우스 마리우스와 루키우스 아피니우스 갈루스의 집정관 재임 기간에 발생했다고 기술했는데, 이는 서기 62년을 시사한다. 이탈리아 강진 목록(기원전 461년~1977년) 온라인 페이지는 이 불일치를 논의하고, 세네카의 《자연학 탐구》에 있는 다른 날짜 진술을 바탕으로 서기 62년이 더 가능성 있는 날짜라고 판단한다.

## 특징
피해 정도는 지진의 규모를 추정하는 데 사용되었다. 추정치는 약 M5에서 M6.1 범위에 있다. 최대 진도는 수정 메르칼리 진도 계급 기준 IX에서 X 범위로 추정되며, 최고 진도를 느낀 지역은 대략 서북서-동남동 방향으로 길게 늘어져 있었다. 흔들림은 며칠 동안 계속된 것으로 보고되었는데, 이는 아마도 여진의 연속 발생을 의미하는 것으로 보인다. 진원의 깊이는 5~6km 범위로 추정된다.

## 피해

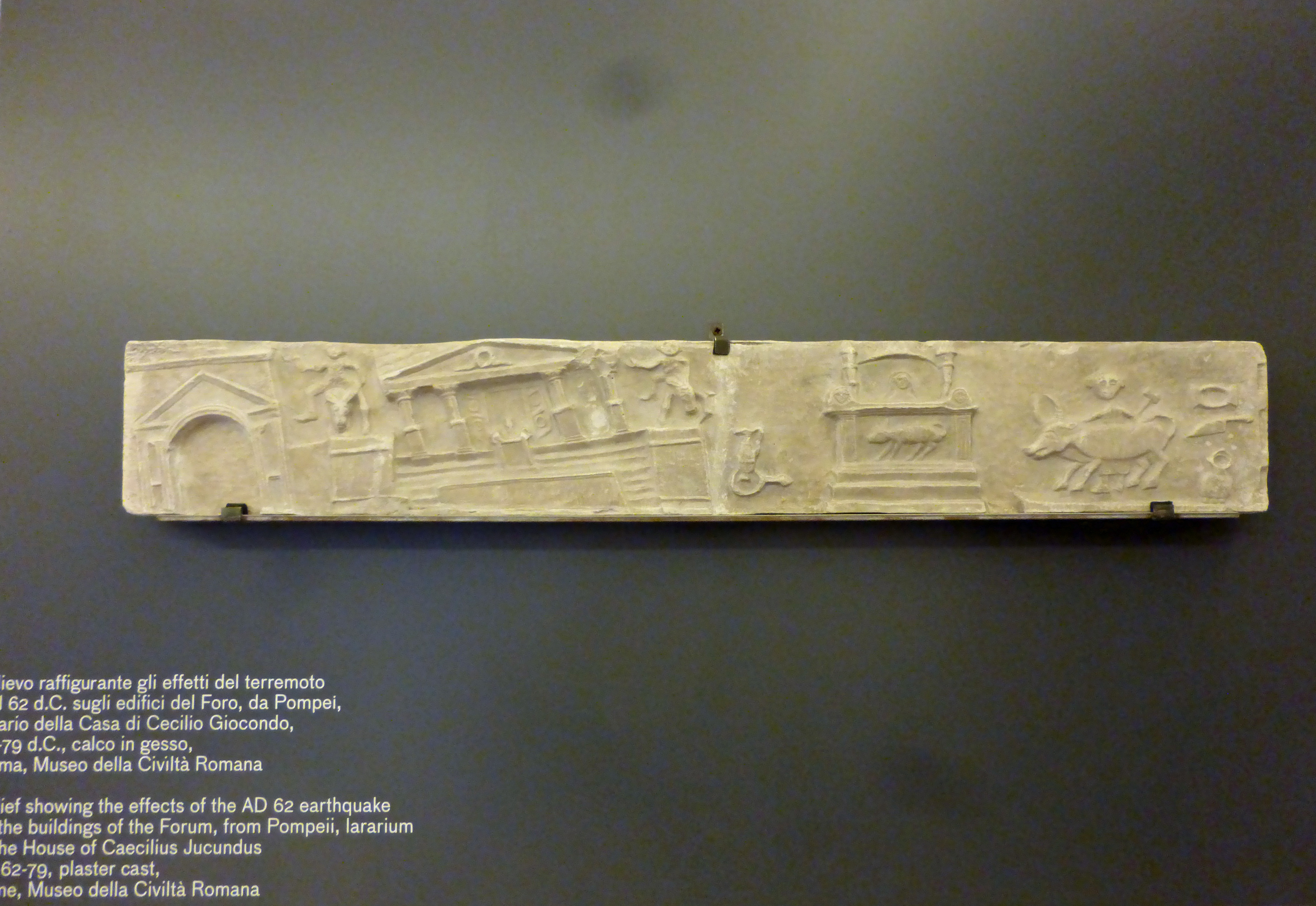
부조로 표현된 폼페이 주피터 신전의 지진 피해 모습. 루키우스 카이킬리우스 유쿰두스의 집 내 라라리움에서 발견되었다.

폼페이와 헤르쿨라네움 두 도시 모두 큰 피해를 입었으며, 나폴리와 노체라인페리오레에서도 일부 건물 피해가 보고되었다. 세네카는 독가스의 영향으로 추정되는 양 600마리 떼의 죽음을 보고했다.
서기 79년 베수비오산 분화로 나중에 파괴된 폼페이의 루키우스 카이킬리우스 유쿤두스의 집에는 62년 지진으로 인한 도시와 그곳의 유피테르 신전의 피해를 보여주는 부조가 있었다. 집의 주인인 루키우스 카이킬리우스 유쿤두스는 지진으로 사망했다고 추정된다.

## 여파
주 진동과 그에 따른 일련의 진동으로 인한 피해는 서기 79년 분화 당시 폼페이와 헤르쿨라네움 모두에서 적어도 부분적으로 복구되었다. 폼페이의 루키우스 카이킬리우스 유쿤두스의 집 안에 있는 라라리움에서 발견된 한 쌍의 부조, 아마도 이 라라리움에서 발견된 것으로 보이는 부조는 유피테르 신전, 카이사르의 수족관, 베수비오문 등 건축물에 미친 지진의 영향을 묘사한 것으로 해석된다.
이 지진으로 로마 철학자, 정치가, 극작가인 루키우스 안나이우스 세네카는 그의 저서 《자연학 탐구》의 여섯 번째 책을 지진 주제에 할애하여 2월 5일 사건을 설명하고 지진의 원인을 공기의 움직임으로 보았다.

## 같이 보기
- 이탈리아의 지진 목록
- 역사적 지진 목록